# Lee Cha-su
Lee Cha-su (também escrito como Lee Cha-soo, 6 de junho de 1957 – 9 de março de 2020) foi um político e ativista social sul-coreano.

## Biografia
Pediu a realocação da Base da Força Aérea K-2 usada com o Aeroporto Internacional de Daegu.
Serviu como Presidente do Conselho de Buk-gu. Lee morreu em Chilgok, distrito de Buk, Daegu, aos 62 anos de idade como resultado da COVID-19 em 9 de março de 2020.